# Cassia O'Reilly
Cassia O'Reilly, vystupující pod jménem Bonzai, je irská zpěvačka. Vyrůstala v hudební rodině ve městě Wicklow. Její matka byla zpěvačka a otec bubeník. Své první EP s názvem Royah vydala v roce 2015. Následovalo několik dalších. Na jejím připravovaném[potřebuje aktualizovat]
 dlouhohrajícím debutovém albu se podílejí například Justin Raisen a Rostam Batmanglij.